# Kanadyjska Akademia Filmowa i Telewizyjna
Kanadyjska Akademia Filmowa i Telewizyjna (ang. Academy of Canadian Cinema and Television, fr. L'Académie canadienne du cinéma et de la télévision) – kanadyjska organizacja non-profit stworzona w 1979 roku skupiająca ponad 4 000 twórców filmowych i telewizyjnych. Akademia co roku przyznaje prestiżowe nagrody filmowe – Genie, Gemini Awards oraz Prix Gémeaux – dla najlepszych twórców filmowych i telewizyjnych.